# جورج بيل (رسام)
جورج بيل (بالإنجليزية: George Bell)‏ هو رسام أسترالي، ولد في 1 ديسمبر 1878 في كيو ‏ في أستراليا، وتوفي في 23 أكتوبر 1966.